# Thomas Byles

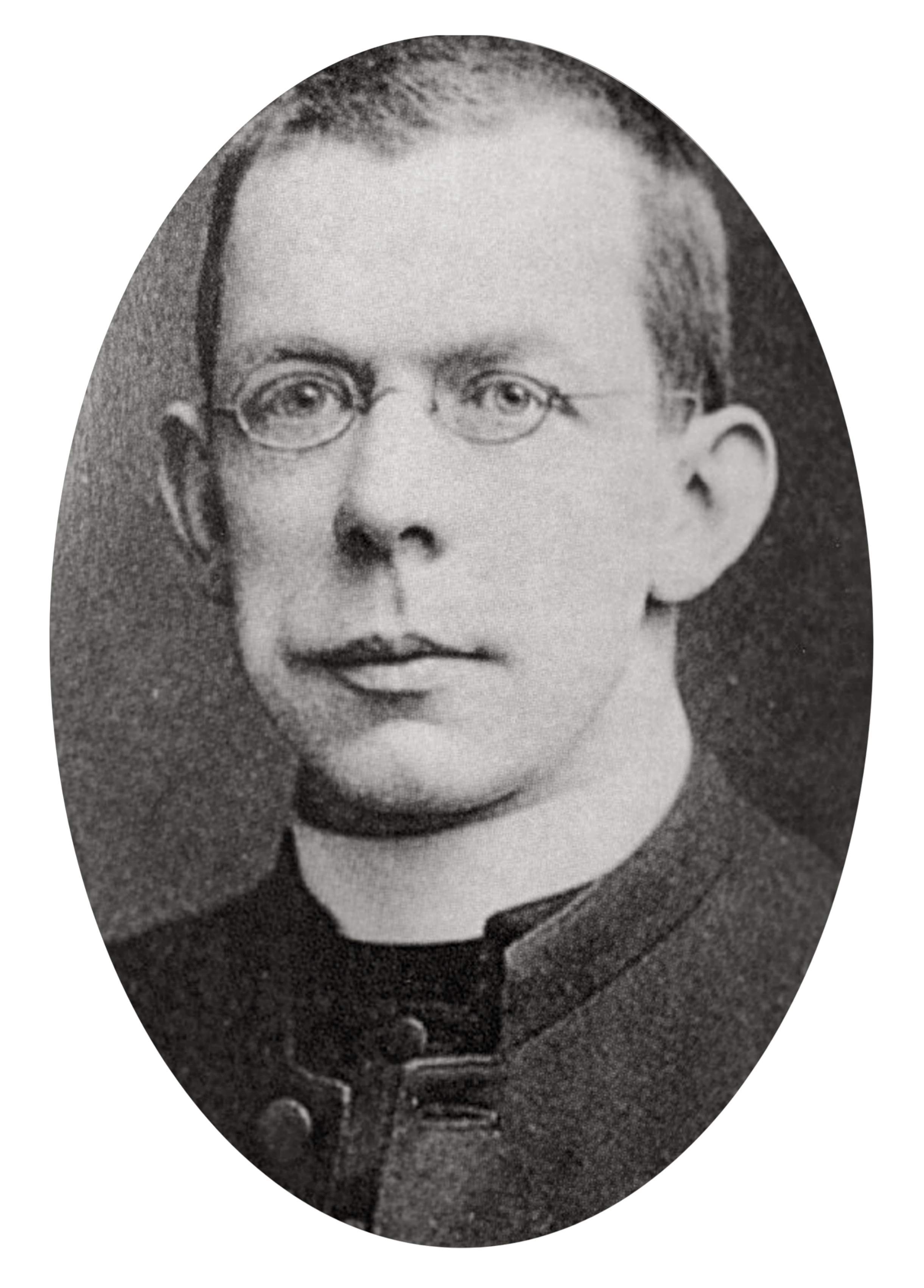
Thomas Byles

Thomas Roussel Davids Byles (* 26. Februar 1870 in Leeds; † 15. April 1912 im Nordatlantik) war ein britischer katholischer Priester. Er wurde durch den Untergang der Titanic im April 1912 bekannt, als er mit den verbleibenden Menschen an Bord betete und ihnen die Absolution gab. Byles selber kam bei dem Unglück ums Leben.

## Leben
Roussel Davids Byles wurde 1870 als erstes von sieben Kindern von Reverend Alfred Holden Byles in Leeds geboren. Er besuchte das Leamington College sowie die Rossall Public School. Er galt als begabter Schüler, was ihm ein Stipendium am Balliol College in Oxford einbrachte. Dort studierte er ab 1889 Theologie. Er schloss sein Studium 1894 ab. Während seiner Zeit am College wechselte er vom Kongregationalismus zum Katholizismus und nahm auch zur gleichen Zeit den Namen Thomas an. 1899 ging er an das Päpstliche Beda-Kolleg in Rom, wo er 1902 die Priesterweihe erhielt. 1905 übernahm er die katholische Kirchengemeinde der St. Helen’s Church in Ongar und Doddinghurst in Essex, der er als Rektor vorstand. Er lebte bis zu seinem Tod in Chipping Ongar.
Wegen einer Hochzeitseinladung seines in den Vereinigten Staaten lebenden Bruders William wollte Byles mit der Titanic nach New York reisen. Er hatte eine Kabine in der zweiten Klasse und hielt sowohl dort als auch für die Passagiere der dritten Klasse die Messe.
Als die Titanic am 14. April 1912 mit einem Eisberg kollidierte, befand sich Byles gerade an Deck, um zu beten. Beim Untergang des Schiffes half er gemeinsam mit seinem deutschen Amtsbruder Pater Joseph Peruschitz Passagieren der zweiten und dritten Klasse, auf das Schiffsdeck und zu den Rettungsbooten zu gelangen. Ihnen soll dabei selber ein Platz angeboten worden sein, den sie jedoch ablehnten.

„Der Benediktinerpater Joseph Peruschitz aus Scheyern und Pater Byles aus England waren, als die Katastrophe eintrat und Frauen und Kinder in die Boote geschafft wurden, sofort zur Hand, um allen, soweit es möglich war, zu helfen. [...] Als das letzte Boot hinabgelassen war, sahen die Insassen dieses Bootes ganz deutlich, wie die beiden Priester den Rosenkranz vorbeteten, und hörten, wie eine große Anzahl kniender Passagiere in inbrünstigen Gebeten antworteten. Dann erloschen die Lichter der Titanic, so dass man nicht mehr sehen konnte; aber man hörte weder Jammergeschrei noch Schreckensrufe.“

 In den letzten Minuten vor dem Versinken des Schiffes betete Byles am Heck mit Passagieren und Besatzungsmitgliedern den Rosenkranz und erteilte ihnen die Absolution. Er selbst kam beim Untergang ums Leben, sein Leichnam wurde nie gefunden bzw. nie identifiziert.

## Gedenken
Byles zu Ehren wurde in der Kirche seines Wohnorts Chipping Ongar eine Tür angebracht, deren Inschrift an den bekanntesten Einwohner des Ortes erinnert. Papst Pius X. bezeichnete Byles nach seinem Tod als Märtyrer für die Kirche. 2012 wurde zum Gedenken an seinen hundertsten Todestag in seiner ehemaligen Schule, der Rossall Public School in Fleetwood, durch den Bischof von Lancaster, Michael Campbell, eine Gedenktafel enthüllt. Im April 2015 leitete Graham Smith, der jetzige Priester von Chipping Ongar, mit Hilfe des Bischofs Alan Williams den ersten Schritt des Heiligsprechungsprozesses für Byles ein.

## Im Film
Byles wurde in insgesamt drei Verfilmungen zum Untergang der Titanic dargestellt:
- 1953 in Der Untergang der Titanic von Richard Basehart,
- 1979 in S.O.S. Titanic von Matthew Guiness,
- 1997 in Titanic von James Lancaster.